# LightInTheBox
LightInTheBox Holding Co., Ltd. est une société internationale de vente de détail et de gros en ligne. Cette entreprise basée en Chine et spécialisée dans le commerce électronique (e-commerce), vend ses produits sur tous les continents, dans plus de 200 pays et territoires. Ses principaux clients sont situés en Europe et en Amérique du Nord. L’entreprise vend des produits de vie courante par le biais de LightInTheBox.com et MiniInTheBox.com, entre autres. Dès octobre 2013, ses sites marchands sont accessibles dans plusieurs langues différentes.
Décembre 2018 LITB a annoncé la clôture de son acquisition d'une participation de 100% dans Ezbuy Holding Co., Ltd. («Ezbuy»), une plateforme de commerce électronique transfrontalière basée à Singapour. Le conseil d'administration de la société a nommé M. Jian He en tant que chef de la direction et administrateur.

## Histoire
LightInTheBox a été créée en juin 2007 par Quji (Alan) Guo, Xin (Kevin) Wen, Liang Zhang, Jun Liu et Chit Jeremy Chau. La société a opéré sous le nom de Light In The Box Limited jusqu'en mars 2008. Elle opère depuis sous le nom de LightInTheBox Holding Co. Ltd. Les fondateurs de LightInTheBox se sont inspirés des théories présentées dans l'ouvrage de Thomas Friedman : The World is Flat pour créer le modèle économique de leur entreprise.
Celui-ci repose sur une réduction maximale de la chaîne d'approvisionnement (LightInTheBox étant située en Chine, tout comme les usines de fabrication de ses fournisseurs) et permet de minimiser les prix de vente tout en maximisant les marges. Le 6 juin 2013, LightInTheBox a été introduite en bourse sur le New York Stock Exchange (NYSE) sous le symbole LITB.
Du 1er avril au 30 juin 2013, LightInTheBox a réalisé des recettes nettes de 72,2 millions USD, ayant vendu des produits à 1,2 million de clients durant le second trimestre de l'année 2013.
Le 8 novembre 2018, Lightinthebox a acquis ezbuy, la société e-commerce de Singapour pour un prix total de 85,55 millions USD. Lightinthebox et ezbuy, elles servent les consommateurs dans 27 langues dans 140 pays à travers le monde.
Le 10 décembre 2019, Lightinthebox a publié son rapport financier non-audité au troisième trimestre. Le rapport financier montre que les recettes nettes de Lightinthebox au troisième trimestre étaient 59,9 millions USD, soit une augmentation de 34,6% contre 44,5 millions USD dans la même période l'année dernière.
Le 23 avril 2020, Lightinthebox a annoncé le rapport non-audité du quatrième trimestre et annuel le 31 décembre 2019. Selon le rapport financier, les recettes nettes annuelles de 2019 étaient 243,6 millions USD, le bénéfice brut 97,6 millions USD et le bénéfice net 1,1 million USD.
Le 19 juin 2020, Lightinthebox a annoncé son rapport financier non-audité du premier trimestre le 2020 au 31 mars 2020. Le rapport montre qu'au premier trimestre, la société a réalisé les recettes totales de 51,5 millions USD, augmenté de 1,3% par rapport à l'année dernière.
Le 6 août 2020, Lightinthebox (NYSE: LITB) a nommé Wenyu Liu directeur de la croissance (CGO) et Yuanjun Ye directeur financier (CFO).
Le 19 août 2020, Lightinthebox a annoncé le rapport financier non audité du deuxième trimestre et le rapport semestriel au 30 juin 2020. Le rapport montre que les recettes totales pour le deuxième trimestre de 2020 étaient de 113,9 USD, soit une augmentation de 95,9% par rapport à la même période de l'année dernière; le bénéfice net est passé de la perte au profit avec un bénéfice de 8,5 millions USD. Les recettes totales semestrielles étaient 165,4 millions USD, contre 109 millions USD dans la même période en 2019, soient une augmentation de 51,7% par rapport à l'année dernière.

## Principaux actionnaires
Au 17 décembre 2019:
| AEB Capital                   | 4,88% |
| TBP Investment Advisory       | 3,77% |
| Gilder, Gagnon, Howe & Co     | 0,88% |
| T. Rowe Price Associates IM   | 0,70% |
| Tiger Global Management       | 0,59% |
| Renaissance Technologies      | 0,55% |
| Clough Capital Partners       | 0,51% |
| Standard Pacific Capital      | 0,43% |
| Sigma Capital Management      | 0,42% |
| La Française Inflection Point | 0,36% |

## Produits et Services
LightInTheBox propose trois grandes catégories de produits à la vente : habillement, petits gadgets et articles pour la maison et le jardin. Au premier trimestre 2013, l'entreprise a ajouté à son catalogue environ 14 000 nouveaux produits par mois, le total atteignant 220 000 produits commercialisés au 31 mars 2013.
Du 1er avril au 30 juin 2013, LightInTheBox a réalisé respectivement 61% et 19,8% de ses recettes nettes en Europe et en Amérique du Nord
LightInTheBox utilise des plates-formes mondiales de marketing en ligne telles que Google et Facebook pour atteindre les consommateurs. La société accept plus de 20 méthodes de paiement dans le monde entier, y compris des cartes de crédit et plates-formes électronique telles que PayPal, et livre des marchandises via les principaux courriers internationaux, notamment UPS, DHL et FedEx.